# مونتگومری (پنسیلوانیا)
مونتگومری (به انگلیسی: Montgomery) یک منطقهٔ مسکونی در ایالات متحده آمریکا است که در شهرستان لیکامینگ، پنسیلوانیا واقع شده‌است. مونتگومری ۱٫۴۳ کیلومتر مربع مساحت دارد ۱۵۵ متر بالاتر از سطح دریا واقع شده‌است.